# James William Baskin
Pour les articles homonymes, voir Baskin.
James William Baskin (4 janvier 1920-8 janvier 1999) est un homme politique canadien de l'Ontario. Il est député fédéral progressiste-conservateur de la circonscription ontarienne de Renfrew-Sud de 1957 à 1963.

## Biographie
Né à Norwood en Ontario, Baskin étudie à Norwood et opère une entreprise d'équipements pour bucheron à Renfrew. Durant la Seconde Guerre mondiale, il sert dans l'Aviation royale canadienne pendant 5 ans.
Élu en 1957 et réélu en 1958 et 1962, il est défait en 1963. À nouveau défait dans Renfrew-Sud en 1965, il l'est à nouveau dans Lanark et Renfrew en 1968.